# ペットントン
『ペットントン』は、1983年10月2日から1984年8月26日までフジテレビ系で全46話が放送された、特撮テレビ番組および主役の宇宙人の名称。東映不思議コメディーシリーズ第3作目。

## 概要
2作連続で続いた「ロボットもの」から「ペットもの」に方向を転換した作品である。作品コンセプトは、前年に公開されたスティーヴン・スピルバーグ監督の『E.T.』の影響を受けている。
ペットントンの容姿は、フジテレビ側プロデューサーの中に人が入っているように見えないものをという要請による。また子役との身長差を少なくし、より身近な存在にしようという意図もあった。ペットントンのスーツアクターを務めたのは、前作のロボ丸に引き続いて大野剣友会の高木政人。ペットントンは、中腰で演技する過酷なものだったが軽快に動いてみせ、さらにはスタッフの要望に応え、スケートボードに乗るというスタントまでこなしてみせた。プロデューサーの平山亨は、放送終了後に高木の演技を絶賛したという。
脚本は浦沢義雄が全話担当しており、レギュラーの少年を同性愛者に設定したり、家具や食べ物などをそのままキャラクターとして扱うなどシュールな世界観をさらに推し進めている。
フジテレビの人気番組『笑っていいとも!』で当時流行っていたフレーズに引っ掛けた「友達の輪」という劇中アイテムが登場している。
平均約16パーセントを突破の高視聴率に支えられ、番組としても月曜ドラマランド枠で制作された『ペットントンスペシャル』で、香港ロケを敢行した。浦沢によれば、香港ロケは脚本が完成したあとに決定したため、香港のシーンは監督の坂本太郎が好きに加えていたと証言しており、坂本も脚本がない状態で何も決まっておらず、現地プロモーターに相談しながら撮影し帰国してからまとめたと述べている。本作品の成功により不思議コメディーシリーズは不思議生物路線へ転換し、シリーズ以外でも同様のコンセプトの『TVオバケてれもんじゃ』が製作された。
最終回のエンディングは本編とミックスしており、以後の不思議コメディーシリーズで恒例となる。

## 登場人物

### 宇宙生物・宇宙人
ペットントン
緑色の不思議な生物。空からやってきたUFOにより畑家の庭に捨てられた。劇中のセリフでは「E.T.に捨てられた」という表現を使っており、28話でE.T.が宇宙中から集めた植物をUFOのなかで全部食べてしまったため捨てられたことが語られる。最初は気味悪がられ、畑家の大人たちはネギ太に「宇宙戦争になってもいいからペットントンを捨てろ」と命令。だが野原院長の説得もあり畑家で飼われることとなる。
軟体性の身体で、手が非常に長く自在に伸び、美人にキスをされたりして喜ぶと膨らんで空を飛ぶことができるが、悲しくなるとしぼむ。動物の言葉が分かる。よく殴る蹴るなどの暴行を受けるが、柔らかいので意外と平気のよう。食べるものは野菜や野草、観葉植物を含めて植物全般。家での食事はサラダで、外では色々な植物を口にしてしまう。
鳴き声は「ムニィ」「ムニャ」「トントン」などで、日本語を徐々に理解し片言で喋れるようになる。
地球人と常識がズレているためトラブルも起こすが、畑家の大人をはじめ他の登場人物はさらに非常識なため相対的にマシなものとなっている。
頭頂部にある捻じれた硬い毛（ホニョホニョ毛）は、1本引き抜き、息を吹きかけ「ホニホニカブーラ・ムニムニザボレ」と唱えることで以下の道具に変化する。中盤から「ホニホニカブーラ」でタイムステッキを使い、時間を動かす際に「ムニムニザボレ」と唱える方法に変化する。
ジャモラー
赤い宇宙生物でペットントンの髪が大好物。ペットントンのいうことには、ペットントンの髪の毛を食べる宇宙から来た悪い虫。35話でジャモラー星の宇宙人であると判明。当初はペットントン以外の地球人にはジャモラーの存在が見えていないような描写だったが、中盤からは他の地球人にも確認され、さらには触れることも出来るようになっている。
オミッチャン
ミッチャン星の悪徳芸能プロダクションのプロデューサー。オネエ言葉が特徴。ペットントンはミッチャン星の朝のワイドショーでも有名で、ペットントンを宇宙の大スターにするため遥々地球へやってくるも、宇宙船を壊され地球で野宿することに。横暴で自分勝手な地球人（特にペットントンの周辺の地球人）を忌み嫌っており、その理由で一度はネギ太たちを襲ったことがある。

### ペットントンの道具
タイムステッキ
時間を数分間だけ巻き戻せる。演出では逆再生を使っている。また、対象の時間を止められる。
ともだちの輪
数人の人で輪をつかみ、相談事を話すと数秒で名案を出してくれる。しかし、そのアイディアは輪を使った人に都合のいいアイディアであり、トラブルの元になる。他人が勝手に毛を引き抜き使うことも可能だが、その場合ペットントンと手を繋がないと使用者を痺れさせる。

### 畑家
畑 ネギ太
畑家の一人息子。小学校の4年2組。最初にペットントンを見つけ友達になり、家に住まわせた。比較的冷静で常識的であるが、ペットントンを酷使することもある。尊敬する人物は力道山。ペットントンを捨てたら宇宙戦争になるのではと危惧し、ペットントンを捨てることに唯一反対した。
畑 ナス夫
ネギ太の父親で赤羽区役所の戸籍係に勤める公務員だが、気が小さく区長に叱られて仕事をサボったり休んでしまう。「矢切の渡し」が好き。25話ではガン太の尻を叩き興奮していた。
畑 トマト
ナス夫の妻でネギ太の母。セロリとは「嫁姑」の関係で仲が悪いが敵が共通すると意気投合する。
畑 セロリ
祖母。畑家の中心人物。性格が悪く嫁いびりとペットントンいびりが好き。音楽も好きでロックを聴いたり、現代音楽と称してめちゃくちゃにピアノを弾いたりもしている。横暴で喧嘩っ早い性格で、横柄な態度もとるため、家族はおろか町内の人たちから嫌われているが、嫁のトマトとは稀ではあるが共闘することはある。パソコンを操れるが、自分の期待した結果が出ないとすぐに八つ当たりをする。夫はすでに他界している。

### 町の人々
野原 小百合
ネギ太、ガン太の同級生。ネギ太の片思いの相手。動物病院の娘という理由でペットントンを診察する。学校のアイドル的な存在だが、男勝りな性格で、同世代に対しては冷めている。両親を亡くしており、祖父との二人暮らしで家事を一手に引き受けている。
野原院長
小百合の祖父、獣医。ペットントンが動物の言葉を解ることを発見した。ネギ太らやセロリとも親しい間柄。
トモコ
動物病院の看護婦。ペットントンを見ては髪が釣りあがり悲鳴を上げ気絶するペットントンアレルギーなる習性を持っていたが8話で克服。21話を最後に登場しなくなる。
ヨーコ
ペットントンの親友かつ片思いの相手で相談相手。スケバン風だが心は優しい。9話で彼氏らしき男が登場し失恋したかに見えたが恋敵として見ている。実家はお寺でマコという動物と話すことが出来るいとこを預かっている。23話を最後に登場しなくなる。
林 ガン太
ネギ太の友達で小太りの少年。通称「ガンちゃん」。4年3組。ネギ太と親友以上の関係になりたいと思っており、隙あらばネギ太に対して一方的に好意をぶつけ、周囲にも「ネギ太の子供はオレが産む」と言ってはばからない。ペットントンに嫉妬し泣き出すこともある。家は金持ち。小百合とも友達関係にあるが、恋のライバル視をしている。
根本 キヨシ
14話から登場する転校生で、丸メガネをかけた小柄な根暗の少年。帰国子女で秀才だが変態的な面があり、回を追うごとに変態さがエスカレートしてゆく。小百合に好意を持っているが、彼女からはあまりのしつこさに嫌われている。ナルシストで他人を見下す傾向があり、ペットントンを「三流宇宙生物」と呼ぶ。
根本マン
根本が変装するスーパーヒーローもどき。登場BGMはザ・カゲスターの「輝く太陽！ カゲスター」。
区長
ナス夫の上司。悪い人間ではないが常に尊敬されたい願望があり、それを満たすためにナス男はゴマを摺り、さらに自分の名声のための区政を行っている。6話と24話のみの登場。
富士屋商店店主
畑家の正面にある商店の店主。
警官
ペットントンが住む町の交番に勤務している。公僕であるがゆえ、ペットントンたちが引き起こす騒ぎに巻き込まれてしまう。
葉波（ハッパバーガー博士）
街外れの館に住む科学者。ペットントンを誘拐し、雑草を材料にしてペットントンのエキスを足して美味しくした「葉っぱバーガー」という食品を売って大金持ちになることを企むも、畑家の活躍で失敗。一度は逮捕されその後釈放されるが、一日三食出る快適な刑務所の生活から離れたくない理由で再びペットントンを襲い、刑務所に戻った。その後刑務所を脱獄した際は後楽園ゆうえんちの「世界奇人館」でドラキュラ役のアルバイトをしていた（が、その後ペットントンによって再び刑務所に戻される）。
そば屋（ラーメン屋）のマサト
畑家がよく出前を取るそば屋（ラーメン屋）に勤めている若者。毎朝のジョギングが日課。なお、ペットントンのスーツアクターである高木政人が役を演じており、マサトという名前も高木の名前が由来であると思われる。

## 出演
- ペットントン - 高木政人
- 畑ネギ太 - 高橋利安
- 畑ナス夫（父） - 佐渡稔
- 畑トマト（母） - 東啓子
- 畑セロリ（祖母） - 斎藤晴彦
- 野原小百合 - 川口智子
- 林ガン太 - 飛高政幸
- 根本キヨシ - 玉木潤
- 野原動物病院院長（小百合の祖父） - 奥村公延
- トモコ - 小出綾女
- ヨーコ - 若林一美
- 区長 - 石井愃一
- 富士屋商店店主 - 木村修
- そば屋（ラーメン屋）のマサト - 高木政人（2役）
- 警官 - 高橋等
- 葉波（ハッパバーガー博士） - 市川勇
- オミッチャン - 福原一臣

### 声の出演
- ペットントン - 丸山裕子
- ジャモラー - 八代駿
- セロリのパソコン - 高坂真琴
- ミッチャン星大統領 - 渡部猛

## スタッフ
- 企画 - 前田和也（フジテレビ）、本名洋一・木村京太郎（読売広告社）、平山亨（東映）
- 原作 - 石森章太郎
- 連載 - テレビマガジン、テレビランド、たのしい幼稚園、おともだち、TVアニメマガジン
- 脚本 - 浦沢義雄
- プロデューサー - 植田泰治、西村政行（東映）
- 音楽 - 風戸慎介
- 撮影 - 林迪雄、利根川曻、大村日出男
- 照明 - 関口弥太郎、上原福松
- 美術 - 北郷久典
- 助監督 - 大井利夫、近藤杉雄、大竹真二
- 録音 - 上出栄二郎
- 編集 - 水間正勝
- 選曲 - 秋本彰
- 効果 - 原田千昭
- 記録 - 森美禮
- 計測 - 大村日出男、大沢信吾、茂呂高志
- 装飾 - 高橋純一
- セット付 - 野村百合子
- 装置 - 脇田紀三郎
- 衣裳 - 東京衣裳
- 美粧 - 入江美粧
- 現像 - 東映化学
- 資料担当 - 青柳誠
- 造型協力 - レインボー造型企画
- 人形 - スタジオ ノーバ[注釈 1]（40話）
- 操作 - 岡野真理子、日向恵子（40話）
- 進行 - 藤沢克則
- 制作デスク - 田辺史子
- 制作担当 - 鈴木勝政、大櫛敬介
- 監督 - 坂本太郎、田中秀夫、広田茂穂、佐伯孚治、冨田義治、加藤盟、大井利夫
- 制作 - フジテレビ、東映、読売広告社（ノークレジット）

## 音楽
オープニングテーマ
「ペットントン」
作詞 - 森雪之丞 / 作曲 - 網倉一也 / 編曲 - 川上了 / 歌 - アイ高野

エンディングテーマ
「一度だけの魔法」
作詞 - 森雪之丞 / 作曲 - 網倉一也 / 編曲 - 川上了 / 歌 - 小林綾子、ヤング・フレッシュ
エンディング映像は全編美ヶ原高原美術館のロケで美術館のPR映像となっている。
主題歌レコード（日本コロムビア、CK-698）には1面にエンディングテーマ、2面にオープニングテーマが収録されていた。

劇中歌
「ダンシング・クィーン」（第26話）
作詞・作曲 - 法晴伸友 / アレンジ - 大谷和夫 / 振付 - 加藤久美子 / 歌 - 白雪姫
劇中、洋館の前で男と少女たちが歌い踊る曲として使用。
番組放映後、「キラキラ★ダンシングクイーン」と改題され、キャロット（ヒデ夕樹・三好亮子・杉山友子・越膳久美子・武田優美からなるユニット）の楽曲としてシングル盤（キングレコード、K07S-613）がリリースされた。

## 放送日程
| 放送日         | 話数 | サブタイトル               | ゲストキャラクター | 監督     |
| -------------- | ---- | -------------------------- | --- | -------- |
| 1983年10月02日 | 1    | ETのふしぎなオトシモノ     | - 野原動物病院院長（奥村公延） - トモコ（小出綾女） | 坂本太郎 |
| 10月09日       | 2    | ホニホニ初恋愛してる       | - 野原動物病院院長（奥村公延） - ガン太（飛高政幸） - ヨーコ（若林一美） - ジャモラー（声・八代駿） | 坂本太郎 |
| 10月16日       | 3    | お月様の向こうへ帰りたい   | - 野原動物病院院長（奥村公延） - トモコ（小出綾女） - ヨーコ（若林一美） - ジャモラー（声・八代駿） - セロリのコンピューター（声・高坂真琴） | 田中秀夫 |
| 10月23日       | 4    | お父さんはほとんど病気     | - トモコ（小出綾女） - ヨーコ（若林一美） - ジャモラー（声・八代駿） | 田中秀夫 |
| 10月30日       | 5    | うちのママは世界一         | - 野原動物病院院長（奥村公延） - トモコ（小出綾女） - ジャモラー（声・八代駿） | 広田茂穂 |
| 11月06日       | 6    | 秋風に乗ってトントン家出   | - ガン太（飛高政幸） - ヨーコ（若林一美） - 区長（石井愃一） - 区役所職員（田島真樹） - ケーブルカーのガイド（川村万梨阿） - 警察官（吉野恒正） - ジャモラー（声・八代駿） | 広田茂穂 |
| 11月13日       | 7    | SOS!セロリの誕生日         | - 泥棒（岩城力也） - ヨーコ（若林一美） - ジャモラー（声・八代駿） - セロリのコンピューター（声・高坂真琴） | 坂本太郎 |
| 11月20日       | 8    | ゴリラVSびっくり看護婦     | - 野原動物病院院長（奥村公延） - トモコ（小出綾女） - ヨーコ（若林一美） - ゴリラ（山崎清） - ゴリラの声（声・西尾徳） - 電気工事員（伊東勇治） - ジャモラー（声・八代駿） | 坂本太郎 |
| 11月27日       | 9    | ムニムニ運動ホニホニ芸術   | - 砲丸投げをする男（ストロング金剛） - ヨーコ（若林一美） - ジャモラー（声・八代駿） | 加藤盟   |
| 12月11日       | 10   | ある日突然ガリ勉生物       | - ガン太のママ（東山明美） - ガン太（飛高政幸） - ジャモラー（声・八代駿） | 加藤盟   |
| 12月18日       | 11   | 危うし!ナス夫のボーナス    | - ガン太（飛高政幸） - ジャモラー（声・八代駿） | 広田茂穂 |
| 12月25日       | 12   | 超能力のクリスマス!        | - マコ（五十嵐里恵） - 野原動物病院院長（奥村公延） - トモコ（小出綾女） - ガン太（飛高政幸） - ヨーコ（若林一美） - ジャモラー（声・八代駿） - 動物の声（声・向殿あさみ、太地琴恵、高坂真琴、門谷美佐） | 広田茂穂 |
| 1984年01月08日 | 13   | もちつきぺったんお年玉     | - ガン太（飛高政幸） - 近所の奥さん（太地琴恵、八百原寿子、ふくしまとしえ） - 警官（高橋等） - ジャモラー（声・八代駿） - （声の出演・向殿あさみ） | 坂本太郎 |
| 1月15日        | 14   | 転校生はイヤナヤツ!?       | - 根本キヨシ（玉木潤） - 野原動物病院院長（奥村公延） - トモコ（小出綾女） - ヨーコ（若林一美） - 警官（高橋等） - ガン太（飛高政幸） - ジャモラー（声・八代駿） - （声の出演・向殿あさみ） | 坂本太郎 |
| 1月22日        | 15   | 大発明!ハッパバーガー      | - 葉波博士（市川勇） - 警官（高橋等） - ジャモラー（声・八代駿） - セロリのコンピューター（声・高坂真琴） | 加藤盟   |
| 1月29日        | 16   | 恋する子ヤギのメーメー     | - 野原動物病院院長（奥村公延） - トモコ（小出綾女） - ヨーコ（若林一美） - ガン太（飛高政幸） - 銀行ギャング（山崎清・石塚信之） - 警官（高橋等） - 子ヤギのメーメー（声・上田敏也） - ジャモラー（声・八代駿）                                                                                             | 加藤盟   |
| 2月05日        | 17   | 洗たく大好きケンちゃん     | - 洗濯屋のケンちゃん、ケンちゃんの母（村松利史） - ヨーコ（若林一美） - トモコ（小出綾女） - ガン太（飛高政幸） - 犬（声・岸野一彦） - （木村修） - ジャモラー（声・八代駿） | 坂本太郎 |
| 2月12日        | 18   | ハチャメチャ動物園         | - 野原動物病院院長（奥村公延） - 怪しい冒険家（花王おさむ） - 怪しい冒険家の娘（鈴木明子） - 動物園の職員（大舘光信・庄司真一） - ジャモラー（声・八代駿） - 動物園の園長（里木佐甫良） - ヤギ（声・向殿あさみ）                                                                                            | 坂本太郎 |
| 2月19日        | 19   | さむがりやの雪ダルマ       | - ガン太（飛高政幸） - 雪ダルマ、犬（声・上田敏也） - 七星館の仲居（藤谷文子） - 子犬（声・門谷美佐） - ジャモラー（声・八代駿） | 冨田義治 |
| 2月26日        | 20   | 根本君はスーパースター     | - 根本キヨシ（玉木潤） - ガン太（飛高政幸） - ジャモラー（声・八代駿） - 焼き芋屋（岸野一彦） - ハト（声・向殿あさみ） | 加藤盟   |
| 3月04日        | 21   | 獣医さんはピカピカ美青年   | - イトウ先生（団次朗） - 野原動物病院院長（奥村公延） - トモコ（小出綾女） - 主婦（渡辺信子・太地琴恵） - 警官（高橋等） - 女子高校生（星野いずみ・白井美奈子） - おでん屋台の店主（木村修） - ジャモラー（声・八代駿）                                                                                     | 加藤盟   |
| 3月11日        | 22   | セロリ姫のひなまつり       | - アラビアの詐欺師（大月ウルフ） - 警官（高橋等） - 紳士（入江正徳） - 小鳥（声・向殿あさみ） | 佐伯孚治 |
| 3月18日        | 23   | ママを倒せ!パパは強いぞ    | - 山中パパ（うえだ峻） - 山中ママ（大井小町） - 強い男（団巖） - 山中（浅野雅博） - 水着のお姉さん（相楽晴子） - ガン太（飛高政幸） - ヨーコ（若林一美） - （木村修・伊東勇治） - ジャモラー（声・八代駿）                                                                                                  | 佐伯孚治 |
| 3月25日        | 24   | 返せ!ぼくらの広場          | - 区長（石井愃一） - 建設業者（高月忠） - 区長秘書（森美春） - ガン太（飛高政幸） - 小鳥（声・向殿あさみ） - 猫（声・門谷美佐） - ジャモラー（声・八代駿） - 犬（声・上田敏也） | 冨田義治 |
| 4月01日        | 25   | 根本君のガールハント       | - 根本キヨシ（玉木潤） - ガン太（飛高政幸） - そば屋のマサト（高木政人・二役） - 警官（高橋等） - ジャモラー（声・八代駿） - ブスな女子高生（田島真樹） - 若い男（斉藤雅史） - ブスな女子高生（嵯川ちぐさ） - （小沼宏之・片桐肇・中垣克麻） - ブスな女子高生たち（小林暁美・小山博美・和光真里・大谷和世） | 坂本太郎 |
| 4月08日        | 26   | 不思議な森の白雪姫         | - 野原動物病院院長（奥村公延） - ガン太（飛高政幸） - 魔女のコンピューター（声・神山卓三） - セロリのコンピューター（声・高坂真琴） - ジャモラー（声・八代駿） | 坂本太郎 |
| 4月15日        | 27   | ガン太番長大ピンチ!!       | - アンギラス（山本保夫） - ガン太（飛高政幸） - ワルガキトリオ（伊藤環・吉田英樹・長沼優） - ラーメン屋店員（高木政人・二役） - チリ紙交換屋（泉福之助） - ジャモラー（声・八代駿） | 加藤盟   |
| 4月22日        | 28   | 宇宙からきたオミッチャン   | - オミッチャン（福原一臣） - （木村修） - ジャモラー（声・八代駿） | 加藤盟   |
| 4月29日        | 29   | 根本はつらいよショッピング | - 根本キヨシ（玉木潤） - 野原院長（奥村公延） - ガン太（飛高政幸） - ジョギングする青年（高木政人・二役） - 富士屋商店店主（木村修） | 冨田義治 |
| 5月06日        | 30   | 横浜チャーハン物語         | - 珍満（吉田重幸） - ガン太（飛高政幸） - そば屋のマサト（高木政人・二役） - 犬（声・神山卓三） - ジャモラー（声・八代駿） | 冨田義治 |
| 5月13日        | 31   | クリームあんみつ小百合姫   | - ガン太（飛高政幸） - 怪しい男（石塚信之） - ジャモラー（声・八代駿） | 坂本太郎 |
| 5月20日        | 32   | 聖子かマッチかオミッチャン | - オミッチャン（福原一臣） - 野原院長（奥村公延） - ガン太（飛高政幸） - そば屋のマサト（高木政人・二役） - ジャモラー（声・八代駿） | 坂本太郎 |
| 5月27日        | 33   | パパになった根本君         | - 野原院長（奥村公延） - ガン太（飛高政幸） - 根本キヨシ（玉木潤） - そば屋のマサト（高木政人・二役） - ポップコーンを運ぶ男（木村修） - ジャモラー（声・八代駿） | 加藤盟   |
| 6月03日        | 34   | アンコがいっぱいET焼き     | - 葉波博士（市川勇） - ガン太（飛高政幸） - 警官（高橋等） - ネコ（声・向殿あさみ） | 加藤盟   |
| 6月10日        | 35   | たのしいたのしい宇宙戦争   | - オミッチャン（福原一臣） - ガン太（飛高政幸） - 警官（高橋等） - 富士屋商店店主（木村修） - ラーメン屋（高木政人・二役） - 救急隊員（鎌田功・内田修司） - ミッチャン星大統領（声・渡部猛） - ジャモラー（声・八代駿）                                                                                     | 坂本太郎 |
| 6月17日        | 36   | 豆腐がおこった日           | - 豆腐屋（白鮮） - ガン太（飛高政幸） - そば屋のマサト（高木政人・二役） - ジャモラー（声・八代駿） | 坂本太郎 |
| 6月24日        | 37   | ガン太は根本のお兄様       | - 根本キヨシ（玉木潤） - 男子中学生（矢葺義晴） - ガン太（飛高政幸） - 中学生のガールフレンド（宮原陽子） - ジャモラー（声・八代駿） | 冨田義治 |
| 7月01日        | 38   | テレビは注射がお好き!      | - 野原院長（奥村公延） - ガン太（飛高政幸） - 風邪（山崎清） - 電器屋（大島宇三郎） - ひろみさん（福岡康裕） - 聖子さん（愛川久美） - お天気キャスター（三浦憲） - 洗剤のCMのお姉さん（宮脇志都） | 冨田義治 |
| 7月08日        | 39   | 一回百円!?オミッチャン     | - オミッチャン（福原一臣） - ガン太（飛高政幸） - 競馬の中継（声・八代駿） - 小百合のボーイフレンド候補（斉藤雅晴・三田直門・佳吉真沙樹） | 坂本太郎 |
| 7月15日        | 40   | ガン太に恋したお人形       | - ぬいぐるみのリリー（声・松尾佳子） - 野原院長（奥村公延） - ガン太（飛高政幸） | 坂本太郎 |
| 7月22日        | 41   | のりもの嫌いのドラキュラ   | - 葉波博士（市川勇） - ガン太（飛高政幸） - 警官（高橋等） - ジャモラー（声・八代駿） | 冨田義治 |
| 7月29日        | 42   | エッ？ガン太が乙姫様       | - 根本キヨシ/ヘンタイ亀（玉木潤） - 怪しい浦島太郎（石塚信之） - ガン太/乙姫（飛高政幸） - そば屋のマサト（高木政人・二役） | 冨田義治 |
| 8月05日        | 43   | ふられふられて根本君       | - 根本キヨシ（玉木潤） - ガン太（飛高政幸） - そば屋のマサト（高木政人・二役） | 大井利夫 |
| 8月12日        | 44   | ナイターか!?正義の味方か   | - 山田さん（朝比奈尚行） - 警官（高橋等） - ヤクザ（岩本秀次） - 女の子（安西美和） - 富士屋商店店主（木村修） - オミッチャン（福原一臣） | 大井利夫 |
| 8月19日        | 45   | どこいったセロリのUFO      | - オミッチャン（福原一臣） - ガン太（飛高政幸） - 白いスーツのおじさん（入江正徳） | 坂本太郎 |
| 8月26日        | 46   | さよならさよなら宇宙生物   | - オミッチャン（福原一臣） - 根本キヨシ（玉木潤） - ジャモラー（声・八代駿） - 野原院長（奥村公延） - ガン太（飛高政幸） - 富士屋商店店主（木村修） - そば屋のマサト（高木政人・二役） - ミッチャン星大統領（声・渡部猛）                                                                                   | 坂本太郎 |
| 8月27日        | SP   | ペットントン スペシャル    | - 小林綾子 - 楊斯 | 坂本太郎 |

## 放送局
- フジテレビ：日曜 9:00 - 9:30
- 北海道文化放送[注釈 4]：日曜 9:30 - 10:00（1983年10月2日 - 1984年3月25日） → 日曜 9:00 - 9:30（1984年4月1日 - 8月26日）[14]
- 仙台放送：木曜 16:30 - 17:00[15]
- 福島テレビ：水曜 17:30 - 18:00[16]
- 新潟総合テレビ：日曜 9:00 - 9:30[17]
- 長野放送：土曜 18:00 - 18:30[18]
- 富山テレビ：土曜 8:00 - 8:30[19]
- 石川テレビ：日曜 9:00 - 9:30[20]
- テレビ山梨：水曜 17:20 - 17:50（1984年5月2日放送開始）[21]
- テレビ静岡：金曜 7:30 - 8:00 → 木曜 16:00 - 16:30（1984年6月時点）[22]
- 東海テレビ：土曜 8:00 - 8:30 → 日曜 9:30 - 10:00
- 関西テレビ：土曜 7:30 - 8:00[23]
- 岡山放送：日曜 10:30 - 11:00[24]
- テレビ新広島：日曜 10:30 - 11:00[24]
- テレビ山口：土曜 7:00 - 7:30[25]
- テレビ西日本：日曜 8:30 - 9:00[注釈 5] → 日曜 9:00 - 9:30（1984年4月1日 - 8月26日）[26]

## CS放送・ネット配信
CS放送
- 東映チャンネル：2005年3月 - 9月（「石ノ森章太郎劇場」枠）

ネット配信
- 東映特撮 YouTube Official：2016年3月28日 - 9月5日

## 視聴率
- 最高視聴率：20.5%（東映不思議コメディーシリーズ史上最高記録）[2]

ビデオリサーチ調べ、関東地区

## 映像ソフト化
2008年7月21日発売の「石ノ森章太郎 生誕70周年 DVD-BOX」に第1話が収録され、初のソフト化となった。

## コミカライズ
- テレビランド連載 山田ゴロ
- テレビマガジン連載 望月祐一
- TVアニメマガジン連載 シュガー佐藤